# Legge di Frank-Starling

Curva della funzione cardiaca (in rosso) rapportata a quella di funzionalità vascolare (in blu). Nei grafici che illustrano la legge del cuore di Starling l'asse y usualmente descrive la variabile "dipendente" (conseguenza) da quella presente sull'asse x (causa). In particolare, nel caso si analizzi la funzionalità cardiaca, come ordinata sarà possibile trovare: gittata sistolica, gittata cardiaca, tensione o differenza di pressione generate. Come ascissa invece troveremo variabili quali: volume telediastolico, lunghezza delle fibre muscolari cardiache, pressione capillare polmonare o pressione venosa centrale. Le tre curve blu descrivono come vari la funzionalità vascolare al diminuire (es. in emorragia) o all'aumentare (es. dopo una trasfusione o dopo venocostrizione) del precarico. Le intercette con l'asse delle x rappresentano la pressione media di riempimento del sistema vascolare. La porzione orizzontale iniziale delle curve indica che, per valori subatmosferici di pressione venosa centrale, la tendenza a collabire delle vene contrasterà ulteriori aumenti dell'output cardiaco. Le tre curve rosse descrivono invece come vari la funzionalità cardiaca al variare della contrattilità miocardica. I punti di intersenzione tra due curve indicano i valori verso i quali tende il sistema all'equilibrio.

Per legge di Frank-Starling (anche chiamata legge del cuore di Starling o legge di Maestrini-Starling o meccanismo di Frank-Starling) si intende la relazione che intercorre tra la gittata sistolica e la pressione telediastolica, ovvero la pressione presente nel ventricolo al termine della diastole. Essa si riferisce al fatto che, rimanendo nell'ambito di valori fisiologici di volume ventricolare telediastolico, all'aumentare del precarico si osserva un incremento della forza di contrazione ventricolare.

## Descrizione
La legge fu scoperta empiricamente da Dario Maestrini e riguarda i meccanismi mediante i quali il muscolo cardiaco regola la forza della sua contrazione sistolica, in relazione alla quantità di sangue presente nel ventricolo alla fine della diastole: più sangue sarà entrato più ne sarà eiettato, garantendo l'equilibrio tra il precarico (ritorno venoso) e la gittata cardiaca. Quando un volume maggiore di sangue è presente nel ventricolo esso va ad allungare le fibre muscolari cardiache, portando ad un aumento della forza contrattile. Il meccanismo descritto consente di sincronizzare la gittata cardiaca con il ritorno venoso, senza l'interferenza di fattori esterni. L'importanza fisiologica del meccanismo risiede nel mantenimento dell'equilibrio dell'output ventricolare destro e sinistro e nella compensazione di variazioni transitorie del postcarico tramite variazione della forza di contrazione del battito successivo. In altre parole; il miocardio deve compensare la quantità maggiore di sangue del volume ventricolare telediastolico.

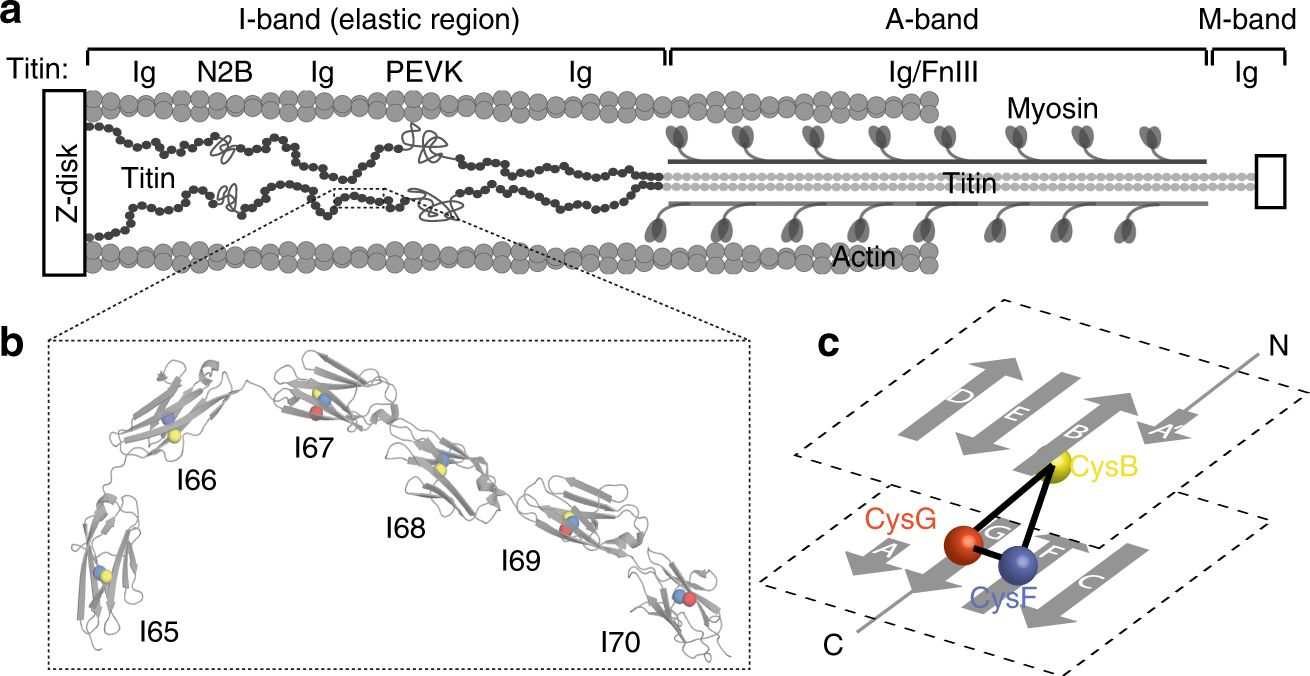
Titina, proteina grazie alla quale la tensione passiva nel muscolo cardiaco si inizia a presentare appena il muscolo inizia a sviluppare forza (e non, come accade nel muscolo scheletrico, solo dopo il picco massimo di forza). La PKA ne aumenta l'elasticità, la PKC ne aumenta la rigidità.

Tale regolazione, definita anche regolazione intrinseca eterometrica, è dovuta al fatto che la contrazione cardiaca è causata dallo spostamento di particolari fibre (isoforme di actina e miosina) in grado di scorrere le une sulle altre riducendo la loro lunghezza complessiva. Al contrario di ciò che avviene nel muscolo striato, le fibre cardiache in situazioni basali fisiologiche lavorano a lunghezze inferiori rispetto alle proprie lunghezze ottimali, generando forze inferiori alla massima ottenibile. Nel momento in cui esse si trovano più distese (per una maggiore quantità di sangue che stende le pareti ventricolari), sono in grado di rispondere a tale distensione con una contrazione più forte, essendo aumentato lo spazio di scorrimento fra di esse. Il tutto avviene in assenza di ogni modulazione nervosa od ormonale.
A differenza del muscolo striato scheletrico, dove nel momento in cui la distensione del muscolo aumenta oltre un certo limite, le fibre si disallineano, perdendo il rapporto reciproco e non potendo più garantire la contrazione, nel cuore questo non avviene grazie alla presenza della titina, che impedisce, esercitando tensione passiva, che la forza generata cali (questa crescerà fino ad arrivare ad un plateau). Pertanto il cuore riesce, in teoria, a espellere qualsiasi quantità di sangue ricevuto (nella realtà non è così perché ad un certo punto la titina evita che il muscolo si allunghi oltre i propri limiti: a questo punto l'unico modo per accogliere più sangue nelle camere cardiache sarebbe, in teoria, quello di disgregare la titina).
I meccanismi coinvolti nella modulazione inotropa cardiaca sono inoltre dovuti alla regolazione intrinseca omeometrica ovvero al cosiddetto fenomeno della scala che comporta un aumento della funzionalità dei canali voltaggio dipendenti cardiaci per lo ione calcio a parità di lunghezza delle fibre muscolari cardiache e alla compensazione delle variazioni della pressione diastolica aortica attraverso le conseguenti variazioni del precarico ventricolare. La legge del cuore di Frank Starling è inoltre correlata alla risposta dell'organismo al fenomeno della extrasistole.

## Rapporto tra tensione e lunghezza del miocardio
La tensione di contrazione sviluppata dal muscolo cardiaco aumenta man mano che cresce lo stiramento del muscolo stesso, sino ad un massimo oltre il quale la tensione di contrazione diminuirebbe. Starling affermò infatti che l'energia della contrazione è proporzionale alla lunghezza iniziale delle fibre miocardiche. Nel cuore infatti l'entità del precarico influenza la lunghezza delle fibre iniziali ed è proporzionale al volume telediastolico. 

## Storia
La legge deve il nome a due fisiologi, Otto Frank ed Ernest Starling, che la descrissero nel 1918; una prima formulazione della legge si deve al fisiologo italiano Dario Maestrini che, il 13 novembre 1914, diede inizio al primo dei 19 esperimenti che lo condussero a formulare la "legge del cuore"  che, contrariamente alle teorie precedenti che vedevano nella dilatazione cardiaca solo un significato patologico, descrisse un aumento della forza contrattile cardiaca in relazione all'allungamento delle fibre muscolari.
Il professor Ernest Henry Starling, titolare della cattedra di Fisiologia dell'Università di Londra, godeva allora di grande prestigio nella comunità scientifica e perciò la legge si diffuse con il suo nome. Lo stesso professore, però, riconobbe la priorità della formulazione a Maestrini. In virtù di ciò, talvolta e soprattutto in Italia, essa viene anche chiamata "Legge di Maestrini-Starling".
Un riconoscimento postumo al valore scientifico del lavoro di Maestrini si ha nel 1974, con un editoriale pubblicato su The Lancet.